# Arachnothryx villosa
Arachnothryx villosa är en måreväxtart som först beskrevs av William Botting Hemsley, och fick sitt nu gällande namn av Attila L. Borhidi. Arachnothryx villosa ingår i släktet Arachnothryx och familjen måreväxter. Inga underarter finns listade i Catalogue of Life.